# 納爾遜營 (加利福尼亞州)
納爾遜營（英語：Camp Nelson）是位於美國加利福尼亞州圖萊里縣的一個人口普查指定地區。

## 地理
納爾遜營的座標為36°08′34″N 118°36′33″W / 36.14278°N 118.60917°W，而該地最高點為海拔高度1493米（即4898英尺）。

## 人口
根據2010年美國人口普查的數據，納爾遜營的面積為3.208平方千米，當中陸地面積為3.208平方千米，而水域面積為0.000平方千米。當地共有人口587人，而人口密度為每平方千米182人。